# Edme de La Châtre
Edme, comte de La Châtre-Nançay, est un noble et militaire français du XVIIe siècle.
Maître de la garde-robe, il obtint de la reine mère la charge de colonel général des Suisses. Il fut entraîné par le duc de Beaufort dans la cabale des Importants. Disgracié, il fut contraint de donner sa démission en faveur de Bassompierre.
En 1645, il alla servir en Allemagne sous le duc d’Enghien, fut blessé à la bataille de Nördlingen et mourut à Philippsburg des suites de sa blessure.

## Œuvres
Il a laissé des Mémoires intéressants sur la fin du règne de Louis XIII et de la régence d’Anne d’Autriche.

## Source
« Edme de La Châtre », dans Pierre Larousse, Grand dictionnaire universel du XIXe siècle, Paris, Administration du grand dictionnaire universel, 15 vol., 1863-1890 [détail des éditions].